# Anticla ortygia
Anticla ortygia är en fjärilsart som beskrevs av Druce 1887. Anticla ortygia ingår i släktet Anticla och familjen silkesspinnare. Inga underarter finns listade i Catalogue of Life.